# Paul Urmuzescu
Paul Urmuzescu (født 28. juni 1928 i Bukarest, Rumænien - død 19. februar 2018) var en rumænsk komponist, direktør og leder.
Urmuzescu studerede komposition på Ciprian Porumbescu Musikkonservatoriet i Bukarest. Han har skrevet 2 symfonier, orkesterværker, kammermusik, opera, elektronisk musik, scenemusik, filmmusik, musicals og musik til tegnefilm og dukkefilm.
Han var leder af musikafdelingen for underholdningsprogrammer og producer på rumænsk tv fra (1979), og tillige medlem af den Rumænske Komponistforening.

## Udvalgte værker
- Symfoni nr. 1 (1992) - for orkester
- Symfoni nr. 2 (1992) - for orkester
- Citadine billeder (Symfonisk suite) (1985) - for orkester
- Den gamle fæstning (Symfonisk stykke) (1985) - for orkester